# Pandémie de Covid-19 aux Tonga
Pour un article plus général, voir Pandémie de Covid-19.
La pandémie de Covid-19 aux Tonga démarre officiellement le 29 octobre 2021. À la date du 21 septembre 2022, le bilan est de 12 morts.
Après un premier cas en octobre 2021, venu de l'étranger et maintenu en quarantaine jusqu'à sa guérison, le virus commence pour la première fois à circuler dans le pays fin janvier 2022, y ayant été introduit par mégarde avec l'aide humanitaire étrangère apportée après l'éruption du volcan Hunga Tonga.

## Premières mesures
Ce royaume insulaire océanien se prémunit en mars 2020 de la pandémie en imposant aux personnes souhaitant entrer dans le pays d'avoir subi deux semaines de quarantaine préalable dans un pays étranger resté libre ou presque du virus. En avril, le pays ferme ses frontières et s'isole du monde.
En avril 2021, le gouvernement du Premier ministre Pohiva Tuʻiʻonetoa et de la ministre de la Santé ʻAmelia Tuʻipulotu commence un programme de vaccination de la population.

## Premier cas (octobre 2021)
Le 29 octobre 2021, un citoyen tongien revenu deux jours plus tôt de Nouvelle-Zélande où il travaillait comme ouvrier agricole saisonnier se révèle est porteur asymptomatique du virus, malgré un test négatif avant son départ de Christchurch. Il est en quarantaine préventive dans un hôtel à Nukuʻalofa au moment du test positif, et toutes les personnes ayant été en contact avec lui sont immédiatement placées en quarantaine également. À cette date, environ un tiers de la population tongienne est pleinement vaccinée, et l'annonce d'un cas positif amène des milliers de personnes supplémentaires à se faire vacciner.
Le gouvernement décrète par précaution un confinement d'une semaine sur l'île de Tongatapu, la principale île du pays, à compter du 2 novembre. Les écoles, les églises et tous les lieux de rassemblement sont fermés, à l'exception des commerces de denrées essentielles.
Le 3 novembre, le patient ne présente plus de trace du virus.

## Nouveaux cas (janvier 2022)
L'éruption le 15 janvier 2022 du volcan Hunga Tonga provoque de très importants dégâts matériels aux Tonga, dont la population a alors un besoin urgent d'eau fraîche et d'autres formes d'aide humanitaire. Les pays donateurs d'aide (Australie, Chine, États-Unis, Fidji, France, Nouvelle-Zélande et Royaume-Uni) sont tenus d'appliquer les mesures nécessaires pour ne pas faire entrer le virus sur le territoire tongien. Le 1er février, toutefois, deux ouvriers tongiens ayant déchargé des lots d'aides fournis par des navires étrangers se révèlent avoir contracté la Covid-19, de même que trois membres de leurs familles. Le gouvernement impose un confinement sanitaire à compter du 2 février pour endiguer la transmission du virus, et interdit tout déplacement entre les différentes îles du pays.

## Statistiques

Nombre de cas aux Tonga depuis le début de l'épidémie.

Nombre de morts aux Tonga depuis le début de l'épidémie.